# Столыт
Столыт (болг. Столът) — село в Болгарии. Находится в Габровской области, входит в общину Севлиево. Население составляет 298 человек.

## Политическая ситуация
В местном кметстве Столыт, в состав которого входит Столыт, должность кмета (старосты) исполняет Марин Христов Маринов (коалиция в составе 4 партий: Движение «Георгиев день», ВМРО — Болгарское национальное движение, Союз демократических сил (СДС), Национальное движение «Симеон Второй» (НДСВ)) по результатам выборов правления кметства.
Кмет (мэр) общины Севлиево — Йордан Георгиев Стойков (коалиция в составе 5 партий: Болгарская социал-демократия (БСД), Болгарская социалистическая партия (БСП), Движение за социальный гуманизм (ДСХ), Земледельческий союз Александра Стамболийского (ЗСАС), Политический клуб «Экогласность») по результатам выборов в правление общины.